# Géant papillon français
Le Géant Papillon Français est une race de lapin française, issue de diverses races de lapins panachés européennes. 
Il se caractérise par une robe blanche avec les oreilles et le tour des yeux colorés, ainsi qu'une raie dorsale, des taches sur les hanches et une tache caractéristique sur le nez en forme de papillon. Chaque éleveur veille à ce que le panachage réponde le mieux aux critères de la race.
Ce lapin a fait l'objet au cours du XXe siècle d'une sélection sur la taille. Il fait aujourd'hui partie des races dites géantes, et est également réputé pour sa prolificité et la qualité de sa chair. Ses effectifs sont stables, avec 2 300 reproducteurs en 2003.

## Origine
Les ancêtres du lapin géant papillon français sont des lapins tachetés que l’on rencontre depuis de longues années dans divers pays européens, et notamment en Allemagne, en Belgique et en France. Les lapins tachetés étaient très populaires dans les campagnes de ces pays. On les appelait lapins papillons et lapins à lunettes en France, et lapins de pays en Allemagne. Certains auteurs s’intéressent au cours du XIXe siècle au positionnement de ces taches, notamment au niveau du nez où certains présentent une tache caractéristique en forme de papillon. C'est ainsi que naissent certains précurseurs de la race comme le lapin papillon égyptien, le lapin de Tauzac et le Japonais.
Au début du XXe, les lapins papillons présents dans les fermes françaises marquent un certain retard par rapport aux papillons allemands, sélectionnés à de fins pratiques et ayant acquis une belle taille. De gros efforts sont alors réalisés pour combler ce retard, et les races papillon français et papillon de l’Est sont sélectionnées sur leur taille et leurs aptitudes bouchères. En 1954, ces deux races sont regroupées sous le nom de géant papillon français sous la volonté de leurs clubs. Aujourd'hui la population est assez stable, et on compte environ 2 100 reproducteurs chez 330 éleveurs.

## Description

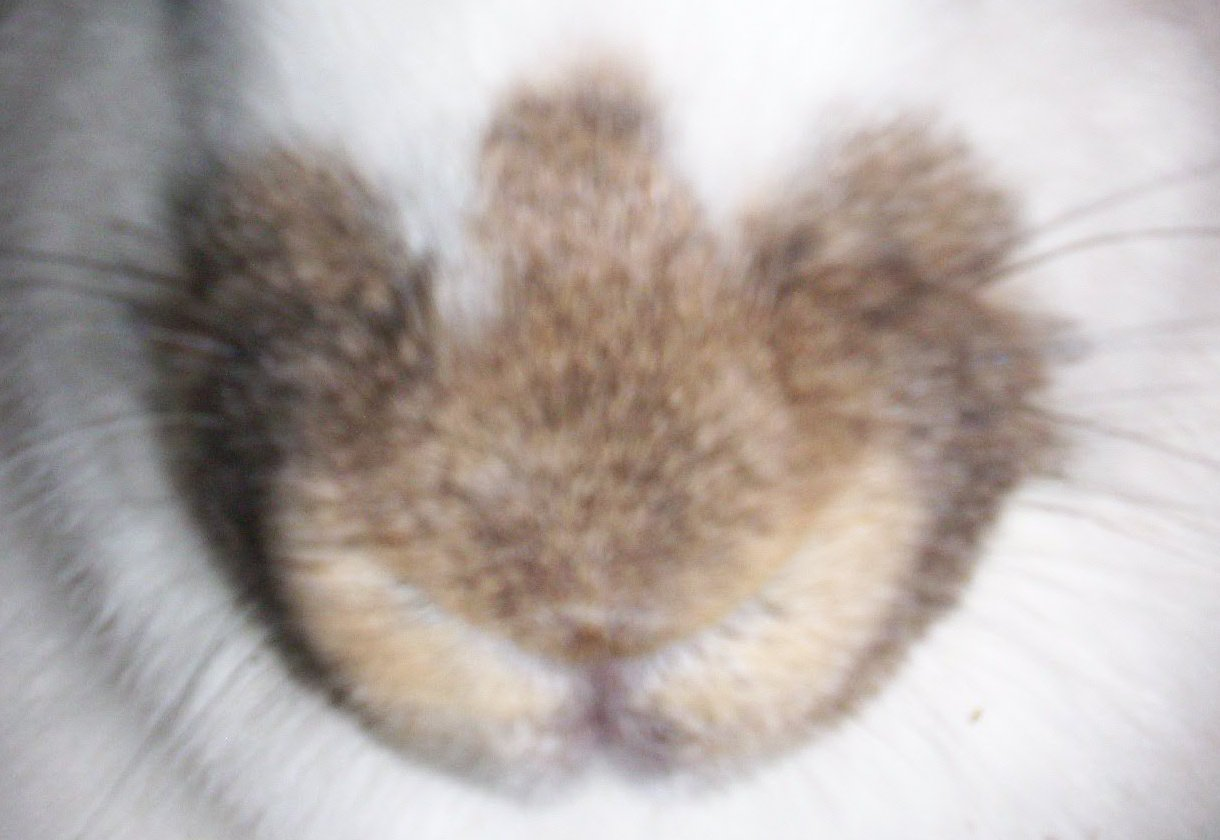
Tache caractéristique en forme de papillon.

Le géant papillon français est un lapin de grande taille, qui pèse plus de 6 kg à l'âge adulte. Son corps est allongé, avec un dos légèrement bombé, une croupe arrondie et des cuisses charnues. L'ossature est moyenne. La fourrure est dense avec des poils pas trop longs. Elle est de couleur blanche à taches de couleur variable, généralement noir, havane ou bleu mais toutes les couleurs sont acceptées du moment que les taches se délimitent bien de la robe blanche. Les taches forment des motifs bien définis par les standards de la race. Ainsi, la tache au niveau du nez doit avoir la forme d'un papillon, le tour des yeux doit être encerclé d'une tache colorée ininterrompue, qui n'atteint ni celle du nez ni les oreilles, elles aussi colorées. On observe une tache sur la joue, en dessous de l'œil et un nombre variable de taches au niveau de la hanche. Enfin, l'intégralité de la raie dorsale est colorée, des oreilles à la base de la queue. Ce lapin a des oreilles de bonne taille (16 à 17 cm) qu'il porte en V. La femelle porte un fanon peu apparent.
Le géant papillon français est un lapin assez animé. Ses homologues anglais et nain se différencient du fait que le papillon anglais est plus petit et ses flancs sont tachetés tandis que le petit papillon est la version naine sans tache du papillon français.

## Aptitudes
Le géant papillon français est un lapin de grande taille, faisant partie des races dites géantes. Depuis très longtemps, la qualité de la chair, la prolificité de ce lapin et de ses précurseurs sont réputées. On peut le mettre à la reproduction à partir de 8 à 10 mois. On compte en moyenne 9 lapereaux par portée.

## Sélection
Avant les années 1930, on remarque que les animaux élevés en France sont de plus petite taille que ceux élevés en Allemagne, où ce lapin a fait l'objet très tôt d'une sélection drastique. Les éleveurs français ont par la suite cherché à combler ce retard, en sélectionnant sur la taille, mais sans que les qualités de conformation de la race n'en soient touchées. Le papillon français devient en 1954 le géant papillon français, marquant ainsi les progrès de la race dans ce domaine. C'est aujourd'hui un des plus grands lapins français.
Outre la sélection à des fins utilitaires, les éleveurs prêtent une attention toute particulière à ce que leurs lapins répondent aux standards de la race, notamment du point de vue des taches. Dans les portées de géant papillon, on trouve fréquemment des lapereaux ne comportant pas le panachage voulu, avec des absences de taches ou des taches peu nettes. Ces lapereaux doivent être éliminés afin de conserver les caractéristiques de la race sur ces points.

## Diffusion
On trouve le géant papillon français un peu partout dans le pays, et notamment en Alsace. Il a de nombreux homologues dans les pays voisins, issus de la sélection des mêmes lapins tachetés d'origine et qui ont évolué vers des animaux très comparables comme le papillon allemand en Allemagne, le lorrain aux Pays-Bas, le tacheté suisse en Suisse